# Rina Hon'izumi
Rina Hon'izumi (本泉 莉奈 Hon'izumi Rina?) nacida el 4 de febrero de 1993, es una actriz de voz japonesa afiliada a 81 Produce. Es conocida por su papel de Saaya Yakushiji/Cure Ange en Hugtto! PreCure.

## Biografía
Hon'izumi nació el 4 de febrero de 1993 en la Prefectura de Fukushima. Quería ser actriz de doblaje desde que estaba en la secundaria. Hon'izumi se graduó en la Tokyo Animation College en marzo de 2013.
Además de dar voz a Cure Ange en Hugtto! PreCure, también cantó los temas de cierre "Hugtto! Future✩Dreamer" y "Hugtto! Yell For You" junto con las otras Cures principales. También ganó el premio a la Mejor Actriz Revelación por el papel de Cure Ange en la 13.ª edición de los Seiyū Awards junto a Manaka Iwami, Tomori Kusunoki, Coco Hayashi y Kaede Hondo.
El 20 de diciembre de 2018, fue elegida como Sizilien "Sicily" von Claude en la serie Kenja no Mago junto a Yūsuke Kobayashi y Miyu Kubota. El 4 de julio de 2019, fue elegida como Hina en la serie Plunderer junto a Yoshiki Nakajima. El 20 de septiembre de 2019, Hon'izumi fue elegida como Shiragiku Ōmura en la serie Tamayomi, junto a Miyu Tomita, Yume Miyamoto y las veteranas exalumnas de Pretty Cure, Rina Kitagawa y Haruka Yoshimura.
Además del anime, Hon'izumi también da voz a Nadeshiko en el proyecto multimedia Lapis Re:Lights de KLabs y MF Bunko J.

## Filmografía
Los papeles principales están en negrita

### Anime

#### Series de televisión
| Año  | Título                                                     | Rol                                  | Refs.         |
| ---- | ---------------------------------------------------------- | ------------------------------------ | ------------- |
| 2013 | Kill la Kill                                               | Cliente                              | [ 1 ]         |
| 2013 | Tamagotchi!                                                | Cliente                              | [ 1 ]         |
| 2013 | Duel Masters Victory V3                                    | Profesora                            | [ 1 ]         |
| 2014 | SoniAni: Super Sonico The Animation                        | Byte-chan                            | [ 1 ]         |
| 2014 | Tenkai Knights                                             | Compañera de clase                   | [ 1 ]         |
| 2014 | Hanayamata                                                 | Estudiante                           | [ 1 ]         |
| 2015 | Kyōkai no Rinne                                            | Madre de Nekota; Rinne Rokudō (niño) | [ 1 ]         |
| 2015 | Hōkago no Pleiades                                         | Estudiante A                         | [ 1 ]         |
| 2016 | Bishōjo Senshi Sailor Moon Crystal Season III              | Viluy                                | [ 12 ]        |
| 2016 | Qualidea Code                                              | Locutora; Estudiante                 | [ 1 ]         |
| 2016 | Trickster                                                  | Pippo; Tomoe Tsuji                   | [ 1 ]         |
| 2017 | Yowamushi Pedal                                            | Colegiala                            | [ 1 ]         |
| 2017 | BanG Dream!                                                | Mayu Kawabata; Kaede Mizumura        | [ 1 ]         |
| 2017 | Tomica Hyper Rescue Drive Head Kidō Kyūkyū Keisatsu        | Haruka                               | [ 1 ]         |
| 2017 | Warau Salesman New                                         | Amiga                                | [ 1 ]         |
| 2017 | Ballroom e Yōkoso                                          | Amiga de Chinatsu                    | [ 1 ]         |
| 2017 | UQ Holder! Mahō Sensei Negima! 2                           | Megu                                 | [ 1 ]         |
| 2017 | Future Card Buddyfight'                                    | Niño B                               | [ 1 ]         |
| 2017 | Jūni Taisen                                                | Estudiante                           | [ 1 ]         |
| 2018 | Chūkan Kanriroku Tonegawa                                  | Enfermera                            | [ 13 ]        |
| 2018 | Aikatsu Stars!                                             | Chica                                | [ 1 ]         |
| 2018 | Beatless                                                   | Clerk                                | [ 1 ]         |
| 2018 | Hugtto! PreCure                                            | Saaya Yakushiji/Cure Ange            | [ 4 ]         |
| 2018 | Inazuma Eleven: Ares                                       | Chicas de los alrededores            | [ 1 ]         |
| 2018 | Tada-kun wa Koi wo Shinai                                  | Colegiala                            | [ 1 ]         |
| 2018 | Wotaku ni Koi wa Muzukashī                                 | Personajes secundarios               | [ 1 ]         |
| 2018 | Ongaku Shōjo                                               | Madre de Shupe                       | [ 1 ]         |
| 2018 | Yume Ōkoku to Nemureru 100-Nin no Ōji-sama                 | Ciudadana B                          | [ 1 ]         |
| 2018 | Merc Storia                                                | Kesesera                             | [ 1 ]         |
| 2018 | Tensei Shitara Slime Datta Ken                             | Pirino                               | [ 1 ]         |
| 2018 | Zombie Land Saga                                           | Migigawa                             | [ 1 ]         |
| 2019 | Kenja no Mago                                              | Sizilien "Sicily" von Claude         | [ 8 ]         |
| 2019 | Endro!                                                     | Aldeana                              | [ 14 ]        |
| 2019 | Joshi Kōsei no Mudazukai                                   | Colegiala                            | [ 15 ]        |
| 2020 | Plunderer                                                  | Hina                                 | [ 9 ]         |
| 2020 | Ishuzoku Reviewers                                         | Lambert                              | [ 16 ]        |
| 2020 | MapleStory                                                 | Edea                                 | [ 17 ]        |
| 2020 | Tamayomi                                                   | Shiragiku Ōmura                      | [ 10 ]        |
| 2020 | Kaguya-sama wa Kokurasetai? Tensai-tachi no Ren'ai Zunōsen | Gigako                               | [ 18 ]        |
| 2020 | Lapis Re:Lights                                            | Nadeshiko                            | [ 19 ]        |
| 2020 | Taiso Samurai                                              | Rei Aragaki                          | [ 20 ]        |
| 2021 | Yakunara Mug Cup mo                                        | Tōko Aoki                            | [ 21 ]        |
| 2021 | Zombieland Saga: Revenge                                   | Migigawa                             | [ 22 ]        |
| 2021 | Bokutachi no Remake                                        | Maki Hashiba                         | [ 23 ]        |
| 2021 | Kageki Shōjo!!                                             | Emiri Sunōchi                        | [ 24 ]        |
| 2021 | Yakunara Mug Cup mo: Niban Gama                            | Tōko Aoki                            | [ 25 ]        |
| 2022 | Heike Monogatari                                           | Iko (Kenreimon-in Ukyō no Daibu)     | [ 26 ]        |
| 2022 | Kaguya-sama wa Kokurasetai -Ultra Romantic-                | Gigako                               | [ 27 ]        |
| 2022 | Yōkoso Jitsuryoku Shijō Shugi no Kyōshitsu e 2nd Season    | Nene Mori                            | [ 28 ]        |
| 2022 | Isekai Meikyū de Harem o                                   | Vesta                                | [ 29 ]        |
| 2023 | Boku no Kokoro no Yabai Yatsu                              | Sakura                               | [ 30 ]        |
| 2023 | Kono Subarashii Sekai ni Bakuen wo!                        | Poritan                              | [ 31 ]        |
| 2023 | Isekai Shōkan wa Nidome Desu                               | Mineko                               | [ 32 ]        |
| 2023 | Nanatsu no Maken ga Shihai Suru                            | Evelyn Odets                         | [ 33 ]        |
| 2024 | Yōkoso Jitsuryoku Shijō Shugi no Kyōshitsu e 3rd Season    | Nene Mori                            | [ 34 ]        |
| 2024 | Solo Leveling                                              | Joo-hee Lee                          | [ 35 ]        |
| 2024 | Yuru Camp△ Season 3                                        | Madre de Hana                        | [ 36 ]        |
| 2024 | Karasu wa Aruji wo Erabanai                                | Asebi                                | [ 37 ]        |
| 2024 | Unnamed Memory                                             | Nephelli Initia Lyn Yarda            | [ 38 ]        |
| 2025 | Solo Leveling Season 2: Arise from the Shadow              | Joo-hee Lee                          | [ 39 ]        |
| 2025 | Unnamed Memory Act.2                                       | Nephelli Initia Lyn Yarda            | [ 40 ] [ 41 ] |
| 2025 | Anne Shirley                                               | Priscilla Grant                      | [ 42 ]        |
| 2025 | Busu ni Hanataba wo.                                       | Tomoko Mori                          | [ 43 ]        |

#### Películas
| Año  | Título                                                       | Rol                       | Refs.  |
| ---- | ------------------------------------------------------------ | ------------------------- | ------ |
| 2018 | Precure Super Stars! Movie                                   | Saaya Yakushiji/Cure Ange | [ 44 ] |
| 2018 | Hugtto! Precure♡Futari wa Precure Movie: All Stars Memories  | Saaya Yakushiji/Cure Ange | [ 45 ] |
| 2019 | Pretty Cure Miracle Universe                                 | Saaya Yakushiji/Cure Ange | [ 46 ] |
| 2019 | Tannishō o Hiraku                                            | Asa                       | [ 47 ] |
| 2020 | Precure Miracle Leap Movie: Minna to no Fushigi na Ichinichi | Saaya Yakushiji/Cure Ange | [ 48 ] |
| 2023 | Precure All Stars Movie F                                    | Saaya Yakushiji/Cure Ange | [ 49 ] |
| 2024 | Uma Musume: Pretty Derby - Shin Jidai no Tobira              | Nana Izumoto              | [ 50 ] |
| 2025 | Project Sekai Movie: Kowareta Sekai to Utaenai Miku          | Shizuku Hinomori          | [ 51 ] |

#### ONAs
| Año  | Título                                         | Rol                | Refs.  |
| ---- | ---------------------------------------------- | ------------------ | ------ |
| 2017 | Omiai no Aite wa Oshiego, Tsuyoki na, Mondaiji | Nano Saikawa       | [ 52 ] |
| 2021 | Beyblade Burst Dynamite Battle                 | Hannah Suiryū      | [ 53 ] |
| 2022 | Petit Seka                                     | Shizuku Hinomori   | [ 54 ] |
| 2022 | Kakegurui Twin                                 | Tsuzura Hanatemari | [ 55 ] |
| 2023 | Journey to Bloom                               | Shizuku Hinomori   | [ 56 ] |
| 2024 | Grimm Kumikyoku                                | Mira               | [ 57 ] |

### Doblaje
| Año  | Título             | Rol                               | Refs.  |
| ---- | ------------------ | --------------------------------- | ------ |
| 2019 | Mad Max: Fury Road | Cheedo la Frágil (Courtney Eaton) | [ 58 ] |

### Videojuegos
- Atelier Lydie & Suelle: The Alchemists and the Mysterious Paintings DX - Nelke von Luchetam
- BanG Dream! - Mayu Kawabata[1]
- Destiny Child - Selene
- Grimms Notes - Karen
- MapleStory - Edea
- Nelke & the Legendary Alchemists: Ateliers of the New World - Nelke von Luchetam[59]
- Project Sekai: Colorful Stage feat. Hatsune Miku - Shizuku Hinomori
- Figure Fantasy - Evita

## Premios y nominaciones
| Año  | Premios      | Categoría               | Resultado | Refs.  |
| ---- | ------------ | ----------------------- | --------- | ------ |
| 2019 | Seiyū Awards | Mejor Actriz Revelación | Ganador   | [ 60 ] |